# Wahlkreis Alessandria (Camera dei deputati)
Der Wahlkreis Alessandria war von 1993 bis 2005 und ist seit 2017 wieder ein Wahlkreis (italienisch collegio elettorale) für die Wahl der Abgeordnetenkammer.

## Von 1993 bis 2005

### Wahlkreisgebiet
Der Wahlkreis umfasste 14 Gemeinden: Alessandria, Casal Cermelli, Castellazzo Bormida, Castelspina, felizzano, Fubine, Masio, Montecastello, Oviglio, Pietra Marazzi, Piovera, Quattordio, Rivarone und Solero.

### Wahlergebnisse

#### Parlamentswahl 1994

##### Direktstimmen
| Kandidaten               | Kandidaten             | Parteien                                 | Stimmen | %    |
| ------------------------ | ---------------------- | ---------------------------------------- | ------- | ---- |
|                          | Oreste Rossigewählt    | Polo delle Libertà (FI – LN – CCD – UdC) | 39.136  | 48,2 |
|                          | Carla Federica Nespolo | Progressisti                             | 24.961  | 30,7 |
|                          | Agostino Gatti         | Patto per l’Italia                       | 10.433  | 12,8 |
|                          | Aldo Rovito            | Alleanza Nazionale                       | 6.712   | 8,3  |
| Gesamt                   | Gesamt                 | Gesamt                                   | 81.242  | 100  |
|                          |                        |                                          |         |      |
| Ungültige Stimmen        | Ungültige Stimmen      | Ungültige Stimmen                        | 5.312   | 6,1  |
| Wähler                   | Wähler                 | Wähler                                   | 86.554  | 89,9 |
| Wahlberechtigte          | Wahlberechtigte        | Wahlberechtigte                          | 96.320  |      |
|                          |                        |                                          |         |      |
| Quelle: Innenministerium |                        |                                          |         |      |

##### Listenstimmen
| Parteien                             | Parteien             | Parteien                           | Stimmen | %    |
| ------------------------------------ | -------------------- | ---------------------------------- | ------- | ---- |
|                                      | Polo delle Libertà   | Forza Italia                       | 21.156  | 25,7 |
| Lega Nord                            | Polo delle Libertà   | 15.000                             | 18,3    |      |
| ↳ Gesamt                             | Polo delle Libertà   | 36.156                             | 44,0    |      |
|                                      | Progressisti         | Partito Democratico della Sinistra | 14.661  | 17,8 |
| Partito della Rifondazione Comunista | Progressisti         | 5.441                              | 6,6     |      |
| Federazione dei Verdi                | Progressisti         | 2.949                              | 3,6     |      |
| Alleanza Democratica                 | Progressisti         | 2.838                              | 3,5     |      |
| Partito Socialista Italiano          | Progressisti         | 2.639                              | 3,2     |      |
| La Rete                              | Progressisti         | 564                                | 0,7     |      |
| ↳ Gesamt                             | Progressisti         | 29.092                             | 35,4    |      |
|                                      | Patto per l’Italia   | Partito Popolare Italiano          | 7.201   | 8,8  |
|                                      | Alleanza Nazionale   | Alleanza Nazionale                 | 5.918   | 7,2  |
|                                      | Lista Marco Pannella | Lista Marco Pannella               | 3.817   | 4,6  |
| Gesamt                               | Gesamt               | Gesamt                             | 82.184  | 100  |
|                                      |                      |                                    |         |      |
| Ungültige Stimmen                    | Ungültige Stimmen    | Ungültige Stimmen                  | 4.370   | 5,0  |
| Wähler                               | Wähler               | Wähler                             | 86.554  | 89,9 |
| Wahlberechtigte                      | Wahlberechtigte      | Wahlberechtigte                    | 96.320  |      |
|                                      |                      |                                    |         |      |
| Quelle: Innenministerium             |                      |                                    |         |      |

#### Parlamentswahl 1996

##### Direktstimmen
| Kandidaten               | Kandidaten          | Parteien            | Stimmen | %    |
| ------------------------ | ------------------- | ------------------- | ------- | ---- |
|                          | Renzo Pennagewählt  | L’Ulivo             | 32.828  | 42,5 |
|                          | Francesco Stradella | Polo per le Libertà | 30.427  | 39,4 |
|                          | Oreste Rossi        | Lega Nord           | 14.048  | 18,2 |
| Gesamt                   | Gesamt              | Gesamt              | 77.303  | 100  |
|                          |                     |                     |         |      |
| Ungültige Stimmen        | Ungültige Stimmen   | Ungültige Stimmen   | 5.450   | 6,6  |
| Wähler                   | Wähler              | Wähler              | 82.753  | 86,2 |
| Wahlberechtigte          | Wahlberechtigte     | Wahlberechtigte     | 96.046  |      |
|                          |                     |                     |         |      |
| Quelle: Innenministerium |                     |                     |         |      |

##### Listenstimmen
| Parteien                                          | Parteien                             | Parteien                             | Stimmen | %    |
| ------------------------------------------------- | ------------------------------------ | ------------------------------------ | ------- | ---- |
|                                                   | Polo per le Libertà                  | Forza Italia                         | 19.053  | 24,5 |
| Alleanza Nazionale                                | Polo per le Libertà                  | 8.904                                | 11,4    |      |
| CCD – CDU                                         | Polo per le Libertà                  | 2.812                                | 3,6     |      |
| ↳ Gesamt                                          | Polo per le Libertà                  | 30.769                               | 39,5    |      |
|                                                   | L’Ulivo                              | Partito Democratico della Sinistra   | 16.889  | 21,7 |
| Popolari per Prodi (PPI – SVP – PRI – UD – Prodi) | L’Ulivo                              | 5.371                                | 6,9     |      |
| Federazione dei Verdi                             | L’Ulivo                              | 2.080                                | 2,7     |      |
| ↳ Gesamt                                          | L’Ulivo                              | 24.340                               | 31,2    |      |
|                                                   | Lega Nord                            | Lega Nord                            | 12.796  | 16,4 |
|                                                   | Partito della Rifondazione Comunista | Partito della Rifondazione Comunista | 7.566   | 9,7  |
|                                                   | Lista Pannella – Sgarbi              | Lista Pannella – Sgarbi              | 2.085   | 2,7  |
|                                                   | Mani Pulite                          | Mani Pulite                          | 358     | 0,5  |
| Gesamt                                            | Gesamt                               | Gesamt                               | 77.914  | 100  |
|                                                   |                                      |                                      |         |      |
| Ungültige Stimmen                                 | Ungültige Stimmen                    | Ungültige Stimmen                    | 4.840   | 5,8  |
| Wähler                                            | Wähler                               | Wähler                               | 82.754  | 86,2 |
| Wahlberechtigte                                   | Wahlberechtigte                      | Wahlberechtigte                      | 96.046  |      |
|                                                   |                                      |                                      |         |      |
| Quelle: Innenministerium                          |                                      |                                      |         |      |

#### Parlamentswahl 2001

##### Direktstimmen
| Kandidaten               | Kandidaten                 | Parteien           | Stimmen | %    |
| ------------------------ | -------------------------- | ------------------ | ------- | ---- |
|                          | Francesco Stradellagewählt | Casa delle Libertà | 36.154  | 49,5 |
|                          | Renzo Penna                | L’Ulivo            | 32.154  | 44,0 |
|                          | Adriana Pasino             | Lista Di Pietro    | 3.355   | 4,6  |
|                          | Luigino Daricco            | Democrazia Europea | 1.428   | 2,0  |
| Gesamt                   | Gesamt                     | Gesamt             | 73.091  | 100  |
|                          |                            |                    |         |      |
| Ungültige Stimmen        | Ungültige Stimmen          | Ungültige Stimmen  | 5.166   | 6,6  |
| Wähler                   | Wähler                     | Wähler             | 78.257  | 83,5 |
| Wahlberechtigte          | Wahlberechtigte            | Wahlberechtigte    | 93.666  |      |
|                          |                            |                    |         |      |
| Quelle: Innenministerium |                            |                    |         |      |

##### Listenstimmen
| Parteien                               | Parteien                             | Parteien                             | Stimmen | %    |
| -------------------------------------- | ------------------------------------ | ------------------------------------ | ------- | ---- |
|                                        | Casa delle Libertà                   | Forza Italia                         | 24.457  | 33,2 |
| Alleanza Nazionale                     | Casa delle Libertà                   | 6.516                                | 8,8     |      |
| Lega Nord                              | Casa delle Libertà                   | 4.238                                | 5,8     |      |
| CCD – CDU                              | Casa delle Libertà                   | 1.126                                | 1,5     |      |
| Nuovo PSI                              | Casa delle Libertà                   | 640                                  | 0,9     |      |
| ↳ Gesamt                               | Casa delle Libertà                   | 36.977                               | 50,2    |      |
|                                        | L’Ulivo                              | Democratici di Sinistra              | 13.617  | 18,5 |
| La Margherita (Dem – PPI – RI – Udeur) | L’Ulivo                              | 9.286                                | 12,6    |      |
| Il Girasole (FdV – SDI)                | L’Ulivo                              | 2.035                                | 2,8     |      |
| Partito dei Comunisti Italiani         | L’Ulivo                              | 1.757                                | 2,4     |      |
| ↳ Gesamt                               | L’Ulivo                              | 26.695                               | 36,2    |      |
|                                        | Partito della Rifondazione Comunista | Partito della Rifondazione Comunista | 3.504   | 4,8  |
|                                        | Lista Di Pietro                      | Lista Di Pietro                      | 2.889   | 3,9  |
|                                        | Lista Emma Bonino                    | Lista Emma Bonino                    | 2.340   | 3,2  |
|                                        | Democrazia Europea                   | Democrazia Europea                   | 661     | 0,9  |
|                                        | Fiamma Tricolore                     | Fiamma Tricolore                     | 548     | 0,7  |
|                                        | Abolizione Scorporo                  | Abolizione Scorporo                  | 70      | 0,1  |
| Gesamt                                 | Gesamt                               | Gesamt                               | 73.684  | 100  |
|                                        |                                      |                                      |         |      |
| Ungültige Stimmen                      | Ungültige Stimmen                    | Ungültige Stimmen                    | 4.570   | 5,8  |
| Wähler                                 | Wähler                               | Wähler                               | 78.254  | 83,5 |
| Wahlberechtigte                        | Wahlberechtigte                      | Wahlberechtigte                      | 93.666  |      |
|                                        |                                      |                                      |         |      |
| Quelle: Innenministerium               |                                      |                                      |         |      |

## Von 2017 bis 2020

### Wahlkreisgebiet
Der Wahlkreis umfasste Gemeinden: 

### Wahlergebnisse

#### Parlamentswahl 2018
| Kandidaten               | Kandidaten                | Stimmen | %    | Listen                         | Stimmen | %    |
| ------------------------ | ------------------------- | ------- | ---- | ------------------------------ | ------- | ---- |
|                          | Riccardo Molinarigewählt  | 65.425  | 44,6 | Lega                           | 37.038  | 25,2 |
| Forza Italia             | Riccardo Molinarigewählt  | 65.425  | 44,6 | 21.372                         | 14,6    |      |
| Fratelli d’Italia        | Riccardo Molinarigewählt  | 65.425  | 44,6 | 5.363                          | 3,7     |      |
| Noi con l’Italia – UDC   | Riccardo Molinarigewählt  | 65.425  | 44,6 | 1.652                          | 1,1     |      |
|                          | Silvia Gambino            | 39.412  | 26,9 | Movimento 5 Stelle             | 39.412  | 26,9 |
|                          | Marcella Graziano         | 31.544  | 21,5 | Partito Democratico            | 26.493  | 18,1 |
| +Europa                  | Marcella Graziano         | 31.544  | 21,5 | 3.821                          | 2,6     |      |
| Italia Europa Insieme    | Marcella Graziano         | 31.544  | 21,5 | 777                            | 0,5     |      |
| Civica Popolare          | Marcella Graziano         | 31.544  | 21,5 | 453                            | 0,3     |      |
|                          | Federico Fornaro          | 5.830   | 4,0  | Liberi e Uguali                | 5.830   | 4,0  |
|                          | Elena Fausta Piccinini    | 1.537   | 1,0  | CasaPound Italia               | 1.537   | 1,0  |
|                          | Jamila Jakani             | 1.418   | 1,0  | Potere al Popolo!              | 1.418   | 1,0  |
|                          | Massimiliano Di Scerni    | 749     | 0,5  | Italia agli Italiani (FT – FN) | 749     | 0,5  |
|                          | Bruno Mogliotti           | 421     | 0,3  | Il Popolo della Famiglia       | 421     | 0,3  |
|                          | Graziella Della Maddalena | 362     | 0,2  | Partito Valore Umano           | 362     | 0,2  |
| Gesamt                   | Gesamt                    | 146.698 | 100  |                                | 146.698 | 100  |
|                          |                           |         |      |                                |         |      |
| Ungültige Stimmen        | Ungültige Stimmen         | 4.668   | 3,1  |                                |         |      |
| Wähler                   | Wähler                    | 151.366 | 72,6 |                                |         |      |
| Wahlberechtigte          | Wahlberechtigte           | 208.523 |      |                                |         |      |
|                          |                           |         |      |                                |         |      |
| Quelle: Innenministerium |                           |         |      |                                |         |      |

## Seit 2020

### Wahlkreisgebiet
| Wahlkreise – Camera dei deputati – Piemont | Wahlkreise – Camera dei deputati – Piemont  | Wahlkreise – Camera dei deputati – Piemont |
| Provinz                                    | Provinz                                     | Gemeinden nach Provinzen ⮞ Wahlkreis |
| ------------------------------------------ | ------------------------------------------- | --- |
|                                            | Metropolitanstadt Turin (312 Gemeinden)     | Teil Turins ⮞ Wahlkreis Turin – Circoscrizione 2 Teil Turins ⮞ Wahlkreis Turin – Circoscrizione 3 186 ⮞ Wahlkreis Chieri 22 ⮞ Wahlkreis Collegno 103 ⮞ Wahlkreis Moncalieri |
|                                            | Provinz Alessandria (187 Gemeinden)         | alle ⮞ Wahlkreis Alessandria |
|                                            | Provinz Asti (118 Gemeinden)                | alle ⮞ Wahlkreis Asti |
|                                            | Provinz Biella (74 Gemeinden)               | alle ⮞ Wahlkreis Vercelli |
|                                            | Provinz Cuneo (247 Gemeinden)               | 169 ⮞ Wahlkreis Cuneo 78 ⮞ Wahlkreis Asti |
|                                            | Provinz Novara (87 Gemeinden)               | 78 ⮞ Wahlkreis Novara 9 ⮞ Wahlkreis Vercelli |
|                                            | Provinz Verbano-Cusio-Ossola (74 Gemeinden) | alle ⮞ Wahlkreis Novara |
|                                            | Provinz Vercelli (82 Gemeinden)             | alle ⮞ Wahlkreis Vercelli |

Der Wahlkreis umfasst alle 187 Gemeinden der Provinz Alessandria.

### Wahlergebnisse

#### Parlamentswahl 2022
| Kandidaten                          | Kandidaten               | Stimmen | %    | Listen                                                  | Stimmen | %    |
| ----------------------------------- | ------------------------ | ------- | ---- | ------------------------------------------------------- | ------- | ---- |
|                                     | Riccardo Molinarigewählt | 105.115 | 52,5 | Fratelli d’Italia                                       | 58.671  | 29,3 |
| Lega per Salvini Premier            | Riccardo Molinarigewählt | 105.115 | 52,5 | 26.761                                                  | 13,4    |      |
| Forza Italia                        | Riccardo Molinarigewählt | 105.115 | 52,5 | 17.646                                                  | 8,8     |      |
| Noi Moderati                        | Riccardo Molinarigewählt | 105.115 | 52,5 | 2.037                                                   | 1,0     |      |
|                                     | Federico Bodo            | 49.899  | 24,9 | Partito Democratico – Italia Democratica e Progressista | 37.651  | 18,8 |
| +Europa                             | Federico Bodo            | 49.899  | 24,9 | 5.794                                                   | 2,9     |      |
| Alleanza Verdi e Sinistra           | Federico Bodo            | 49.899  | 24,9 | 5.388                                                   | 2,7     |      |
| Impegno Civico – Centro Democratico | Federico Bodo            | 49.899  | 24,9 | 1.066                                                   | 0,5     |      |
|                                     | Antonella Scagnetti      | 18.980  | 9,5  | Movimento 5 Stelle                                      | 18.980  | 9,5  |
|                                     | Giovanni Barosini        | 14.912  | 7,5  | Azione – Italia Viva                                    | 14.912  | 7,5  |
|                                     | Alberto Costanzo         | 5.440   | 2,7  | Italexit per l’Italia                                   | 5.440   | 2,7  |
|                                     | Patrizia Mileto          | 3.355   | 1,7  | Italia Sovrana e Popolare                               | 3.355   | 1,7  |
|                                     | Stefanella Ravazzi       | 2.404   | 1,2  | Unione Popolare                                         | 2.404   | 1,2  |
| Gesamt                              | Gesamt                   | 200.105 | 100  |                                                         | 200.105 | 100  |
|                                     |                          |         |      |                                                         |         |      |
| Ungültige Stimmen                   | Ungültige Stimmen        | 9.582   | 4,6  |                                                         |         |      |
| Wähler                              | Wähler                   | 209.687 | 65,9 |                                                         |         |      |
| Wahlberechtigte                     | Wahlberechtigte          | 317.980 |      |                                                         |         |      |
|                                     |                          |         |      |                                                         |         |      |
| Quelle: Innenministerium            |                          |         |      |                                                         |         |      |